# Alsophila quadripunctaria
Alsophila quadripunctaria är en fjärilsart som beskrevs av Eugen Johann Christoph Esper 1790. Alsophila quadripunctaria ingår i släktet Alsophila och familjen mätare. Inga underarter finns listade i Catalogue of Life.